# Amanita chlorinosma
Amanita chlorinosma là một loài nấm thuộc chi Amanita trong họ Amanitaceae. Loài này được tìm thấy ở các bang Massachusetts và Illinois, về phía nam bang Florida trong các cánh rừng thông và rừng sồi.